# Једнобојни петлован
Једнобојни петлован (лат. Amaurolimnas concolor) је врста птице из породице барских кока (лат. Rallidae) и једини представник монотипичног рода Amaurolimnas.

## Распрострањеност и станиште
Широко је распрострањена врста, станишта су јој мочварне шуме и мочваре јужног Мексика, Централне и Јужне Америке. Јамајчанска подврста, јамајчански шумски петлован је изумрла.

## Понашање
Ова релативно мала, риђа птица је врло тајновита и ретко се виђа.